# Смирнов, Николай Иванович (министр)
Никола́й Ива́нович Смирно́в (1 [14] февраля 1904, слобода Николаевская, Астраханская губерния — 19 мая 1974, Ленинград) — советский государственный деятель, первый заместитель Председателя Совмина РСФСР — министр производства и заготовок сельскохозяйственных продуктов РСФСР (1962—1964); кандидат сельскохозяйственных наук (1946), член-корреспондент ВАСХНИЛ (1960).

## Биография
Родился в крестьянской семье. В 1918—1920 годы служил в РККА в Астрахани. В 1921—1922 годы — следователь дорожно-транспортного отдела ЧК и ОДТО ГПУ в Астрахани.
С 1925 года, окончив Саратовский сельскохозяйственный институт, работал районным агрономом земельного управления, уполномоченным Главного хлопкового комитета по Нижней Волге в Астрахани. В 1929—1946 годы работал в сфере хлопководства, занимая должности уполномоченного Главного хлопкового комитета по новым хлопковым районам СССР (1929—1930), заместителя управляющего Ростовским трестом хлопковых совхозов (1930—1931), старшего агронома советско-персидского АО «Персхлопок» (1931—1933, Тегеран), Астраханской плановой комиссии (1933—1936, одновременно — научный сотрудник НИИ по хлопководству в новых районах), консультанта по вопросам хлопководства при Правительстве Ирана (1936—1937); с 1937 — директора и научного руководителя хлопкового опытного поля НИИ по хлопководству в новых районах (Астрахань), с 1939 по декабрь 1946 года — директора Астраханской комплексной сельскохозяйственной опытной станции.
С декабря 1946 года — директор Северного НИИ гидротехники и мелиорации министерства сельского хозяйства РСФСР (Ленинград). В 1947 году вступил в ВКП(б). С февраля 1954 — первый заместитель председателя, с февраля 1957 по октябрь 1961 года — председатель Исполнительного комитета Ленинградского областного Совета.
С сентября 1961 по март 1962 года — заместитель председателя Государственного планового комитета Совета министров СССР — министр СССР. С 24 марта 1962 по 18 января 1964 — первый заместитель Председателя Совмина РСФСР и одновременно министр производства и заготовок сельскохозяйственных продуктов РСФСР.
Был избран депутатом Верховного Совета СССР 5-го (1958—1962, в Совет Союза от Ленинградской области) и 6-го (1962—1966) созывов. Делегат XX (1956) и XXI съездов КПСС (1959); кандидат в члены ЦК КПСС в 1956—1966 годах.
С февраля 1964 года персональный пенсионер союзного значения; до конца жизни работал консультантом Северного НИИ гидротехники и мелиорации.

## Научная деятельность
Основные направления исследований — мелиорация сельского хозяйства. Разрабатывал агрономические и мелиоративные мероприятий по освоению Волго-Ахтубинской поймы и дельты реки Волги; изучал рациональные методы осушения, освоения и сельскохозяйственного использования переувлажненных земель в Нечернозёмной зоне, особенно торфяников.
В 1946 году защитил кандидатскую диссертацию. В 1960 году избран членом-корреспондентом ВАСХНИЛ; был председателем секции осушения земель Отделения гидротехники и мелиорации ВАСХНИЛ, председателем научного совета по торфу при президиуме академии.
Автор 20 научных работ.

### Избранные труды
- Рещановский Б. В., Смирнов Н. И. Навесной универсальный мелиоративный агрегат (МАС). — М.; Л.: Сельхозгиз, 1957. — 61 с. — 2000 экз.
- Смирнов Н. И. Основные пути развития мелиоративного земледелия Тюменской области // Вопр. с.-х. мелиораций Тюмен. обл. — Тюмень, 1966. — С. 75-108[5].
- Смирнов Н. И. Особенности сельскохозяйственных мелиораций и рациональные способы осушения и освоения переувлажненных земель нечернозёмной полосы. — М. : Б. и., 1965. — 78 с. — (Всесоюз. академия с.-х. наук имени В. И. Ленина. Доклад на сессии ВАСХНИЛ, посвященной вопросам развития сельского хозяйства нечернозёмной зоны. 16-18 ноября 1965 года)
- Смирнов Н. И. Проблемы осушительных мелиораций // Вестн. с.-х. науки. — 1966. — № 9. — С. 17-26[5].
- Смирнов Н. И. Роль мелиораций в развитии производительности сельского хозяйства Сибири и особенности земледелия на мелиорируемых землях этой зоны. — Новосибирск : Б. и., 1969. — 1+27 с. — (Развитие и размещение производительных сил Сибири : Матер. науч. конф. / Секция комплексного использования водных ресурсов и гидроэнергетики)

## Награды
- Орден Ленина (1957)
- орден Трудового Красного Знамени
- медали СССР
- 5 золотых медалей ВДНХ[5].